# جيروذ السهول الجنوبية
جيروذ السهول الجنوبية (الاسم العلمي:Neotoma micropus) هي نوع من الحيوانات تتبع جنس الجيروذ من فصيلة الفأرية.